# Cyclocheilichthys schoppeae
Cyclocheilichthys schoppeae és una espècie de peix cipriniforme de la família dels ciprínids.

## Morfologia
Els mascles poden assolir els 10,4 cm de longitud total.

## Distribució geogràfica
Es troba al nord de Palawan (Filipines).